# トギオ
『トギオ』（とぎお）は、太朗想史郎による日本のSF小説。
第8回『このミステリーがすごい!』大賞の大賞受賞作。中山七里の『さよならドビュッシー』との大賞ダブル受賞となった。

## ストーリー
生まれ育った村で村八分に遭い、架空の未来都市『東暁』に出た主人公の少年の、保守勢力と革新勢力の対立の裏側で暗躍する姿を描いたSF小説。